# Thomas Winkelhock
Thomas Winkelhock (ur. 22 maja 1968 roku w Waiblingen) – niemiecki kierowca wyścigowy.

## Kariera wyścigowa
Winkelhock rozpoczął karierę w międzynarodowych wyścigach samochodowych w 1989 roku od startów w Formule König, gdzie zdobył tytuł mistrzowski. W późniejszych latach Niemiec pojawiał się także w stawce Deutsche Tourenwagen Meisterschaft, Niemieckiej Formuły Opel Lotus, Niemieckiej Formuły Renault, VLN Endurance, Dutch Touring Car Championship, German Touring Car Challenge, Renault Clio V6 Germany, Belgian Procar, DMSB Produktionswagen Meisterschaft, European Touring Car Championship, Mini Challenge Germany oraz ADAC Procar.